# Dasymaschalon hirsutum
Dasymaschalon hirsutum är en kirimojaväxtart som beskrevs av Nurmawati. Dasymaschalon hirsutum ingår i släktet Dasymaschalon, och familjen kirimojaväxter. Inga underarter finns listade i Catalogue of Life.